# شنقب منعزل
شنقب منعزل او شنقب كبير (الاسم العلمي: Gallinago  solitaria) (بالإنجليزية: Solitary  Snipe)‏ هو طائر ينتمي إلى طيطوي وشنقب (فصيلة: Scolopacidae).